# Bolūkābād
Bolūkābād (persiska: بلوک آباد) är en ort i Iran.   Den ligger i provinsen Östazarbaijan, i den nordvästra delen av landet, 500 km väster om huvudstaden Teheran. Bolūkābād ligger 1 702 meter över havet och antalet invånare är 901.
Terrängen runt Bolūkābād är platt åt nordväst, men åt sydost är den kuperad. Bolūkābād ligger nere i en dal. Runt Bolūkābād är det ganska glesbefolkat, med 22 invånare per kvadratkilometer. Närmaste större samhälle är Kharājū, 3,1 km nordväst om Bolūkābād. Trakten runt Bolūkābād består i huvudsak av gräsmarker.